# Ковалевский, Константин Владимирович
Константин Владимирович Ковалевский (род. 16 июня 1992, Брянск) — российский шашист, специализирующийся на русских и стоклеточных шашках, мастер спорта России (2007), мастер FMJD, чемпион Москвы по русским шашкам среди мужчин (2015).
Многократный чемпион Брянской области по русским и стоклеточным шашкам среди мужчин, победитель первенства Европы по стоклеточным шашкам в классической программе (2005), бронзовый призёр первенства Европы по стоклеточным шашкам в классической программе (2008), неоднократный победитель и призёр первенств России, Европы и мира по русским и стоклеточным шашкам, призёр командного чемпионата России в быстрой программе в составе сборной команды Москвы (2016).
Участник финала Чемпионата России по русским шашкам 2012 года (топ-15).